# Sebastián de Marisancena

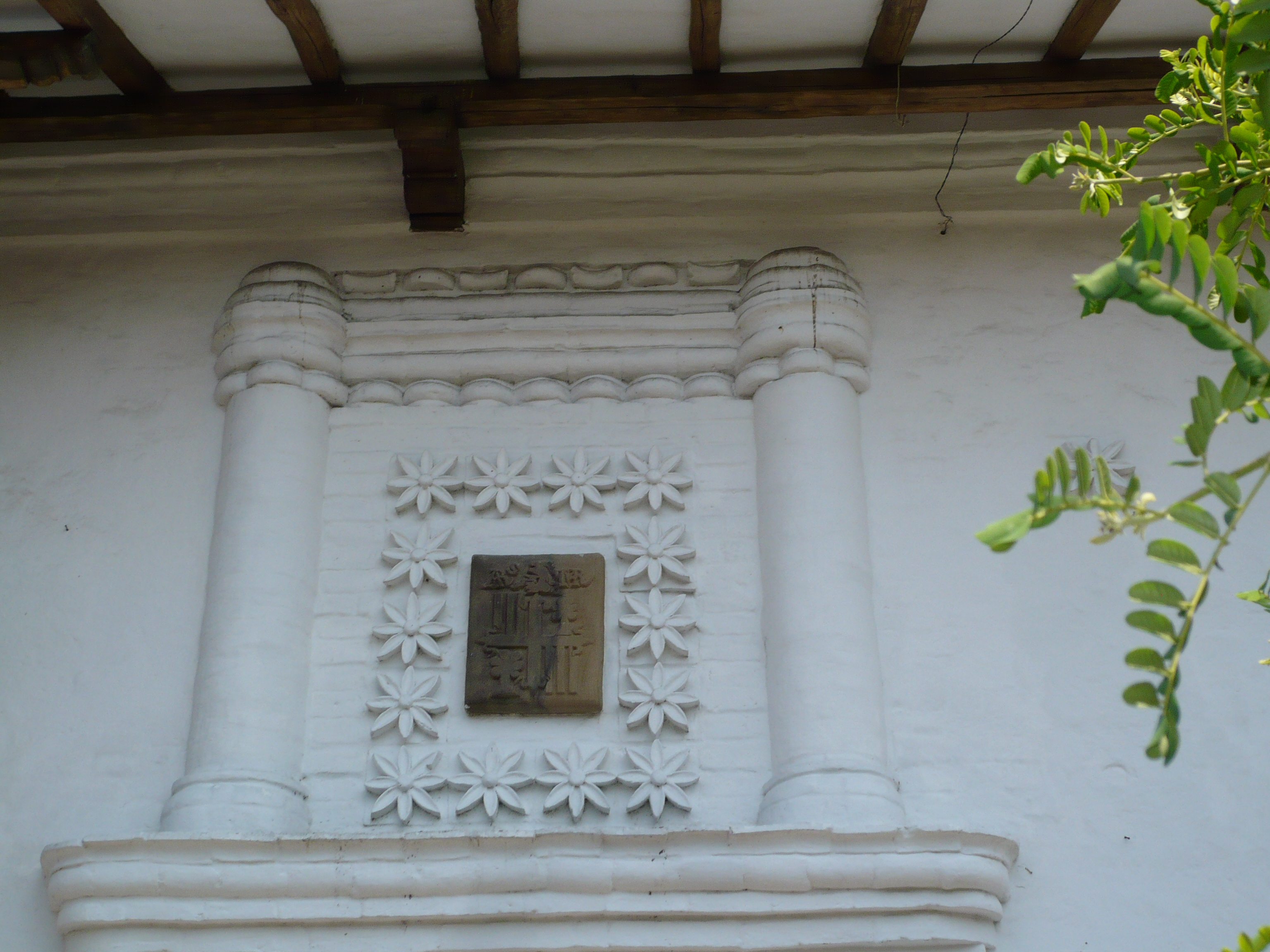
Escudo de la Casa del Virrey o Escudo de Marisancena.

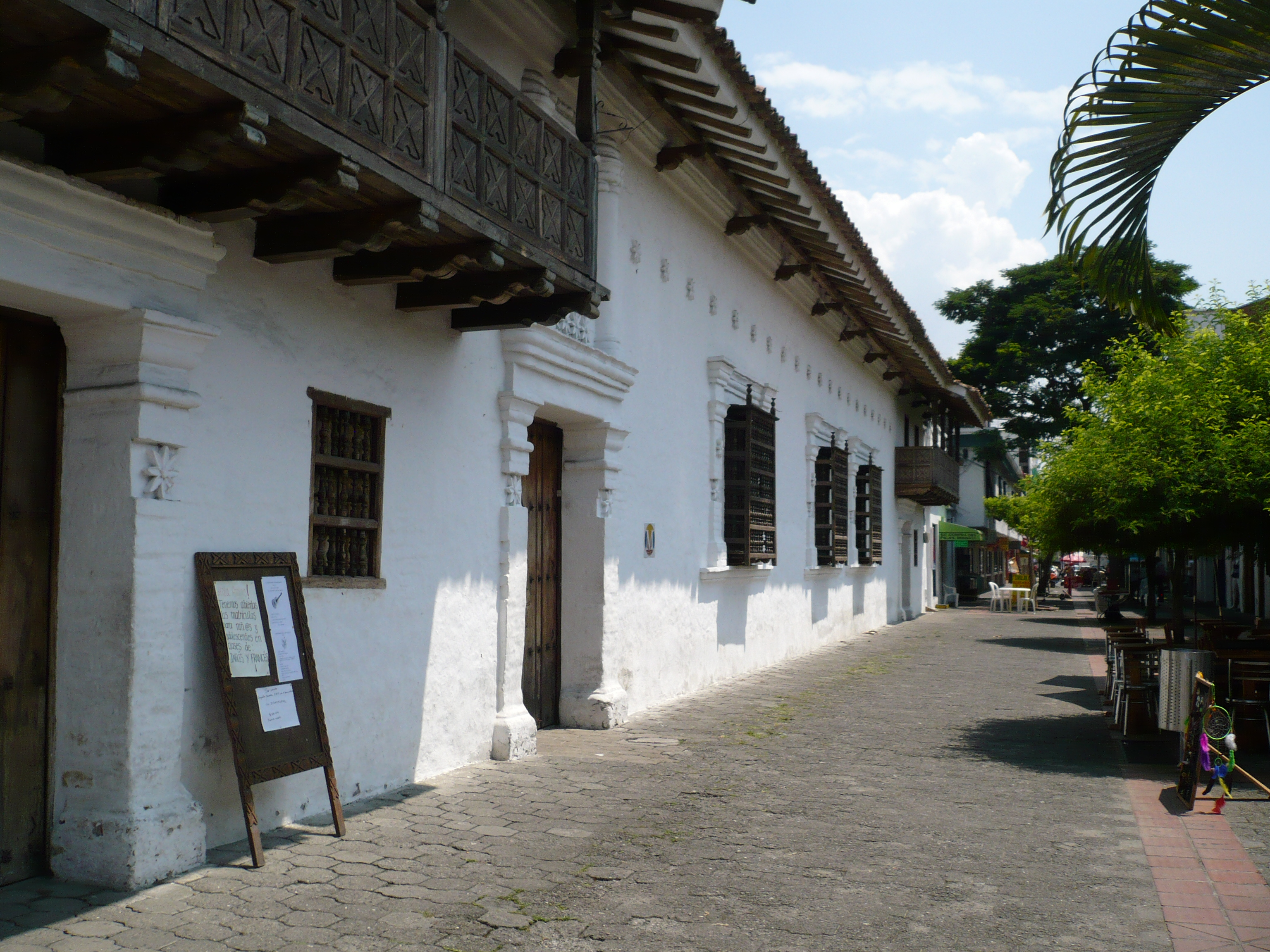
Exterior de la Casa del Virrey.

Sebastián de Marisancena (Cartago, Virreinato de Nueva Granada 20 de enero de 1753-Cartago, República de la Nueva Granada, 8 de julio de 1833), fue un criollo español que vivió en Colombia entre los siglos XVIII y XIX. Era comerciante y terrateniente, llegando a ocupar el puesto de Alférez real de Cartago. Entre otras, obtuvo licencia para fundar a San Sebastián de la Balsa el 31 de marzo de 1791, de donde se hizo Juez Poblador.

## Biografía
Hijo de Miguel Tomás Sancena y Mendinueta nacido  en Zugarramurdi (España) y Juana López de La Parra y Heredia nacida en Cartago, casados en  Cartago  el 9 de septiembre de 1743.
Heredó tierras que hoy ocupaban los actuales municipios de Ulloa y Alcalá y parte del área rural de Cartago. Fue un comerciante registrado en Cádiz (España) que importaba mercancías y esclavos, y además tenía negocios en Lima y Quito.
Sebastián de Marisancena se casó con doña María Josefa Sanz de San Juan y Vicuña el 18 de agosto de 1783. De esta relación matrimonial nacen cinco hijos, a saber: José Trinidad, Florentina, Francisco Ramón, Margarita Luisa de la Cruz y un párvulo que fallece en su temprana infancia.
Marisancena viajó a España durante el gobierno de Carlos III de España y vivió alrededor de 3 años en Cádiz.
Obtuvo licencia mediante Orden Superior del Virrey, para poblar los terrenos heredados de su familia en Piedra de Moler (zona rural cercana a Cartago) y fundar San Sebastián de la Balsa el 31 de marzo de 1791, ciudad que hoy en día se llama Alcalá.
Colaboró en la reconstrucción del antiguo camino del Quindío que unía a Cartago con Ibagué; este paraje natural de selva y lluvioso, que separa al valle del Magdalena del valle del Cauca, conocido como camino, paso o trocha se configuró desde el principio de la conquista española como parte de una de las rutas que unía a Santafé con Popayán y Quito.
Sebastián de Marisancena a finales del siglo XVIII construyó la Casa del Virrey, que es una reproducción típica de las edificaciones andaluces del Mediterráneo, en el sur de España, y además tiene marcada influencia mudéjar; es una joya arquitectónica de la época colonial, y única en su género en Cartago. La Casa del Virrey contiene siete retratos de la familia Marisancena, quienes posaron para el retratista del siglo XIX, Joaquín Jaime Santibañez.
Realizó su primer testamento en 1.822 y cuatro codicilos más, antes de su muerte en 1.833.